# Метскюла (Рапла)
Ме́тскюла (эст. Metsküla) — деревня в волости Рапла уезда Рапламаа (северо-западная Эстония). 
До административной реформы местных самоуправлений Эстонии 2017 года входила в состав волости Райккюла.

## География и описание
Деревня находится в 17 километрах к юго-западу от уездного и волостного центра — города Рапла. Высота над уровнем моря — 51 метр.
Официальный язык — эстонский. Почтовый индекс — 78407.
В 3 километрах к юго-западу от деревни находится одноимённая деревня Метскюла, входящая в состав волости Мярьямаа.

## Население
По данным переписи населения 2011 года в Метсакюла проживали 16 человек, из них 15 (93,8 %) — эстонцы.
По данным переписи населения 2021 года, число жителей деревни составляло 11 человек, все — эстонцы.
Численность населения деревни Метскюла по данным переписей населения:
| Год  | 1959 | 1970 | 1979 | 1989 | 2000 | 2011 | 2021 |
| ---- | ---- | ---- | ---- | ---- | ---- | ---- | ---- |
| Чел. | 66   | ↘ 30 | ↘ 15 | ↘ 8  | ↗ 14 | ↗ 16 | ↘ 11 |

## История
В 1900 году деревня упоминается под названием Метсакюля.
Нынешняя Метскюла состоит из двух исторических деревень, которые были объединены в 1918 году: Суйтсу (эст. Suitsu) на северо-западе и Сяэскюла (эст. Sääsküla,  в 1476 году упоминалась как Сесскулль (Sesskull), в 1798 году — Сяскюль (Säskül), в 1871 году – Сеаскюль (Seaskül)) на юго-востоке. Первые сведения о деревне Суйтсу относятся к 1722 году, о деревни Сяэскюла  — к 1540 году.

## Достопримечательности
На территории деревни, возле хутора Марди, растёт дуб Марди, охраняемый государством. Его охват —  4,3 м, высота  — 17 метров.
Можжевельник на деревенском хуторе Локута, измеренный на высоте груди, является самым толстым в Эстонии по состоянию на 2003 год.

### Комментарии
1. ↑  Эстонские топонимы, оканчивающиеся на -а, не склоняются (исключение — Нарва)